# Speedin'
Speedin' is de eerste single die op het album Trilla staat van de rapper Rick Ross. De R&B-zanger R. Kelly zingt mee in dit nummer. De single is de produceert door The Runners.

## Clip
In de clip komen mede-rappers voor, zoals DJ Khaled, Fat Joe, Gunplay, Trina en Diddy. DJ Khaled en Rick Ross rijden in een auto en worden gestopt door een politieagent op een brug in Miami, omdat ze te hard rijden. De agent vraagt om het rijbewijs en de papieren van de bestuurder. Rick Ross springt uit de auto en rent van de brug af. Hij gaat een race aan met Diddy en Fat Joe op het water, door middel van speedboten. R. Kelly gaat over de weg met een auto. Aan het einde van de single geeft Ross een horloge aan de agent, waarop hij zegt: "Okay, have a nice day" (Oke, nog een prettige dag). Ross en Khaled rijden rustig verder.

## Hitnotering
| Notering (2008)                         | Positie |
| --------------------------------------- | ------- |
| U.S. Billboard Hot 100 voor Bubbling    | 21      |
| U.S. Billboard Hot 100 voor R&B/Hip-Hop | 53      |